# Maskham-shapir

Babilonia en la época del rey Hammurabi hacia 1792-1750 a. C.

Mashkan-shapir (actualmente Tell Abu Duwari, Gobernación de Al Qadisyah,  Irak) fue una antigua ciudad de Mesopotamia, aproximadamente a unos 30 km al norte de Nippur y a unos 90 km al sudeste de Bagdad.
El dios de la ciudad de Mashkan-shapir era Nergal, y en ella se encontraba un templo dedicado al dios llamado Meslam.

## Historia
Aunque fue construida durante el período de Uruk, la primera aparición epigráfica de la ciudad se produce durante el período Acadio en un contexto menor, y posteriormente durante el III período de Ur como una localización de pastores reales. Una representación de Amar-Sin fue encontrada en este lugar. Mashkan-shapir alcanzó su prominencia durante el antiguo período babilónico. Este tiempo de ocupación se considera que comienza con la construcción de las murallas de la ciudad por Sin-Iddinam de Larsa. La ciudad fue abandonada durante el reinado de Samsu-iluna, sucesor de Hammurabi, de la primera dinastía babilónica y no fue reocupada hasta finales del primer milenio. La desaparición definitiva de la ciudad fue parte de un colapso urbano general de las poblaciones de la zona durante esa época.
Tras alcanzar importancia bajo el dominio de la ciudad-estado de Larsa, Mashkan-shapir pasó a formar parte del Imperio Babilónica tras la conquista de Larsa por Hammurabi tras un largo asedio. En aquella época, Babilonia y Larsa luchaban entre sí por alcanzar el dominio en Mesopotamia.
El nombre moderno de la ciudad es puesto en duda. Otros nombres posibles son Ishan Chebir y Tell Naim. La identificación de Tell Abu Duwari fue el primero y el que se utiliza habitualmente en las publicaciones arqueológicas.

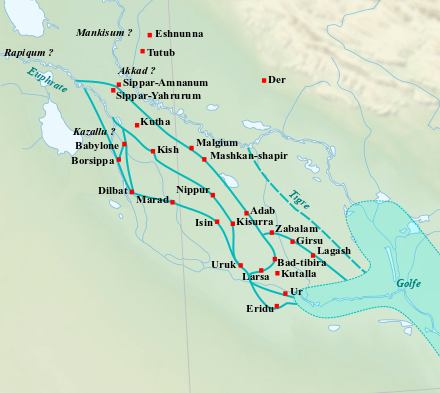
Mashkam-shapir y las principales ciudades de la Baja Mesopotamia en el primer período babilónico.

## Arqueología
La ubicación de Mashkan-shapir abarca unas 56 hectáreas y se encuentra dividida en varias secciones limitadas por los lechos de antiguos ríos y canales. Desde el punto de vista arqueológico es especialmente importante ya que sólo dispone de un único nivel arqueológico. La mayoría de las antiguas ciudades mesopotámicas han sido construidas y reconstruidas en varias ocasiones a lo largo de la historia, confundiendo el estudio de períodos de tiempo individuales.
Tell Abu Duwari fue registrado por primera vez como yacimiento 639 en la excavación de Nippur llevada a cabo por Robert McCormick Adams del Instituto Oriental de la Universidad de Chicago. El lugar fue excavado durante cinco meses en tres estaciones de trabajo entre 1987 y 1990 por equipo de la Escuela Americana de Investigación Oriental y National Geographic Society dirigido por Elizabeth Stone y Paul Zimansky.
 Un hallazgo importante fue el de los depósitos de fundación con las murallas de la ciudad construidas por Sin-Iddinam, lo que permitió la identificación de la ciudad. Como parte del trabajo se tomaron imágenes por satélite y se trazó un mapeado completo de la superficie utilizando una cámara aérea con marcadores.
Las excavaciones de Mashkan-shapir concluyeron con la invasión de Kuwait por Irak en 1990, lo interrumpió un programa de investigación a largo plazo. Posteriormente el yacimiento ha sido saqueado hasta el punto de que cualquier trabajo de excavación posterior posiblemente resulte irrelevante.